# Kultur- und Heimatpflege des Bezirks Oberpfalz
Die Kultur- und Heimatpflege des Bezirks Oberpfalz ist eine Einrichtung des Bezirks Oberpfalz zur Förderung und Unterstützung regionaler Kultur, zur Beratung und Vernetzung kultureller Akteure. Außerdem ist sie als wissenschaftliche Einrichtung mit der Erforschung regionaler Kultur und Geschichte betraut und wirkt an der Popularisierung geistes- und kulturwissenschaftlicher Erkenntnisse in ihrem Wirkungskreis mit. Bei der Kultur- und Heimatpflege finden sich mehrere Sammlungen, die, wie das Oberpfälzer Volksmusikarchiv (OVA), auch überregionale Bedeutung besitzen. Ihr Sitz ist in Regensburg.

## Aufgaben und Zuständigkeiten
Der Auftrag zur Förderung der Kultur durch die Bayerischen Bezirke ergibt sich aus Art. 48, 1 der Bayerischen Bezirkeordnung, wo es heißt:
Im eigenen Wirkungskreis sollen die Bezirke in den Grenzen ihrer Leistungsfähigkeit die öffentlichen Einrichtungen schaffen, die für das wirtschaftliche, soziale und kulturelle Wohl ihrer Einwohner nach den Verhältnissen des Bezirks erforderlich sind; hierbei sind die Belange des Natur- und Umweltschutzes zu berücksichtigen.
Die Kultur- und Heimatpflege des Bezirks Oberpfalz ist in erster Linie eine „Ansprechpartnerin in allen Fragen regionaler Kultur“. Unter „Kultur“ versteht sie nicht nur Hochkultur, sondern auch Alltagskultur und folgt somit dem erweiterten/offenen Kulturbegriff. „Heimat“ hingegen ist „nicht nur der Raum, in dem sich Kultur abspielt, Heimat ist vielmehr auch die Gemeinschaft derjenigen, die sich vor Ort für ein friedliches Zusammenleben einsetzen und sich auf vielfältige Art und Weise einbringen.“
Das Aufgabengebiet der Kultur- und Heimatpflege lässt sich in vier Säulen gliedern:
1. Verwaltung und Kulturförderung: Das Referat Heimatpflege, Kultur und Bildung der Bezirkshauptverwaltung des Bezirks Oberpfalz ist unter der Leitung des Bezirksheimatpflegers für die Sachbearbeitung und fachliche Prüfung von Förderanträgen in kulturellen Belangen zuständig.[6] Zudem obliegt ihr das Veranstalten von Preisverleihungen (Kulturpreis des Bezirks Oberpfalz, Jugend-Kulturförderpreis des Bezirks Oberpfalz, Denkmalpreis des Bezirks Oberpfalz)[7] und die Unterstützung verschiedener Bezirkseinrichtungen wie dem Freilandmuseum Oberpfalz, der Berufsfachschule für Musik in Sulzbach-Rosenberg oder der Jugendbildungsstätte Waldmünchen.[8]
2. Beratung und Netzwerkpflege: Die Kultur- und Heimatpflege des Bezirks Oberpfalz, insbesondere der Bezirksheimatpfleger und sein Stellvertreter, stehen für Fragen um Denkmalpflege, Tracht, Volksmusik, Laienspiel[9], Popularmusik[10] und weiteren Bereichen zur Verfügung. Beraten wird die Öffentlichkeit (Privatpersonen, Vereine, Verbände) wie auch weitere öffentliche Stellen in den Kulturreferaten der Kreise und Städte, Museen, Bibliotheken, Archiven, Hochschulen und die ehrenamtlichen Kreis-, Stadt- und Ortsheimatpfleger im Bezirk Oberpfalz.[11]
3. Akteur im Bereich Kulturvermittlung:Eine weitere Säule der Kultur- und Heimatpflege des Bezirks Oberpfalz bildet die eigenständige Erforschung und Vermittlung von regionaler Kultur und Geschichte. Sie tritt durch Aktionstage und Seminare beispielsweise in den Bereichen Popularmusik sowie Laienspiel in Erscheinung, um so zur Unterstützung und Befruchtung des kulturellen Lebens der Region beizutragen. Hinzu kommen Publikationen, Vorträge, Ausstellungen, Lehraufträge – beispielsweise an der Universität Regensburg – sowie Radio- und Zeitungsbeiträge.[12] In der überregionalen Zeitschrift für Volksmusik „zwiefach“ (ehemals Sänger- und Musikantenzeitschrift) ist die Kultur- und Heimatpflege Redaktionspartner und veröffentlicht regelmäßig Artikel zu historischen und aktuellen Akteuren, Liedern und anderen Themen der populären Musik. In ihrem Sitz in Regensburg unterhält sie eine Fachbibliothek – insbesondere zu regionalgeschichtlichen und -sprachlichen Themen –, das 1969 gegründete Oberpfälzer Volksmusikarchiv sowie zahlreiche Sammlungen (u. a. eine Trachtensammlung) und Nachlässe Oberpfälzer Persönlichkeiten.[13]
4. Repräsentation des Bezirks: Außerdem vertritt die Einrichtung den Bezirk Oberpfalz in der Öffentlichkeit, um für Kulturschaffende sichtbar und ansprechbar zu sein und deren Wirken anzuerkennen.[14]

## Fachbibliothek
Die Fachbibliothek der Kultur- und Heimatpflege ermöglicht den Benutzenden den Zugang zu 16546 Literaturtiteln aus dem Bereich der regionalen Kultur. Die Bibliothek ist – wie auch das Oberpfälzer Volksmusikarchiv (OVA) – Mitglied im Regensburger Bibliotheksverbund (RBV). Die Bestände können über den Regensburger Katalog Plus recherchiert werden. Besonders im Bereich der Grauen Literatur, bei Kirchenführern und Ortsmonographien, aber auch im Bereich der Volksmusik befinden sich einige Titel, die im gesamten Verbundkatalog unikal sind.

## Oberpfälzer Volksmusikarchiv
Das Archiv wurde 1969 begründet. Der Bestand des Oberpfälzer Volksmusikarchivs umfasst rund 2500 Einheiten von Tanzkapellen, Musikgruppen und Einzelpersonen. Der Umfang der Nachlässe reicht vom einzelnen handgeschriebenen Liederheft bis zum gesamten musikalischen Lebenswerk eines Musikanten oder einer Kapelle. Die zumeist handschriftlich erhaltenen Noten und Lieder stammen überwiegend aus der Zeit zwischen 1850 und 1970. Dazu kommen Notengehefte von Lehrgängen, Tonbandaufnahmen von Feldforschungen aus den 1970er bis 1990er Jahren sowie eine Sammlung von MCs, LPs und CDs. Unter den Tonbändern befinden sich auch Feldforschungsaufzeichnungen eines Projekts, das Rolf Wilhelm Brednich 1980 für das deutsche Volksliedarchiv (heute Bestandteil des ZPKM) durchgeführt hat.

## Ausstellungen (Auswahl)
Zusammen mit Kooperationspartnern entstanden in unregelmäßigen Abständen Ausstellungen, die z. T. auch in der Tschechischen Republik ausgestellt wurden.
- Ausstellungsprojekt „Tracht im Blick“ (2016)[21] – Kooperation mit Freilandmuseum Oberpfalz, Stadtmuseum Schwandorf, Oberpfälzer Volkskundemuseum Burglengenfeld, Historisches Museum Regensburg, Stadtmuseum Sulzbach-Rosenberg, Wallfahrtsmuseum Neukirchen b. Hl. Blut, Stadtmuseum Nittenau, Stadtmuseum Neumarkt i. d. OPf. und Stadtmuseum Weiden i. d. OPf.[22]
- Ausstellungsprojekt „Wie klingt die Oberpfalz?“ (2014) – Zusammenarbeit mit Studierenden des Lehrstuhls für Vergleichende Kulturwissenschaft der Universität Regensburg, der Fachakademie für Raum- und Objektdesgin in Cham, den Softwareentwicklern der Medieninformatik der Universität Regensburg und der Kultur- und Heimatpflege des Bezirks[23]

## Geschichte
Die Regierung von Niederbayern und Oberpfalz befasste sich im Jahre 1949 mit der Bestellung eines Heimatpflegers nach dem Vorbild Schwabens, wo Bartholomäus Eberl und Alfred Weitnauer bereits ab 1934 bzw. '35 als hauptamtliche Gauheimatpfleger tätig waren. Die Wahl fiel 1950 auf Georg Rauchenberger, ein Regierungsangestellter und leidenschaftlicher Denkmalpfleger, der vor allem als Künstler einen stark ästhetischen Blick auf seine Heimat warf. Dieser machte sich in den Folgejahren in der Denkmal- und Heimatpflege im Regierungsbezirk verdient. Nach Berufung eines hauptamtlichen Bezirksheimatpflegers im Jahr 1969 wurde ihm das Ehrenamt Bezirksdenkmalpfleger zuteil, während Adolf J. Eichenseer das Hauptamt übernahm und sich besonders in den Bereichen Tracht und Volksmusik verdient machte. Unterstützt wurde er von seiner Ehefrau Erika Eichenseer und schließlich auch vom Volkskundler und Musikwissenschaftler Johann Wax, der mit Übernahme von Franz Xaver Scheuerer als Bezirksheimatpfleger 1994 stellvertretender Bezirksheimatpfleger wurde. Der Historiker und Sprachwissenschaftler Scheuerer setzte seine Schwerpunkte in eben jenen Bereichen. Auf ihn folgte im Jahre 2012 mit Tobias Appl abermals ein Historiker und Volkskundler, in der Stellvertreterposition weiterhin unterstützt von Johann Wax und seit 2018 von Florian Schwemin, Kulturwissenschaftler und Historiker. Der Bezirksheimatpfleger hat zugleich die Leitung des Referats Heimat, Kultur und Bildung des Bezirks Oberpfalz inne. Das Themenspektrum erweitert sich im Lauf der Zeit. So werden von der Kultur- und Heimatpflege des Bezirks Oberpfalz auch gegenwärtige Bereiche der Alltagskultur wie beispielsweise Popularmusik in den Fokus genommen. Eine besondere Rolle spielt seit 2018 auch das Immaterielle Kulturerbe. In Veranstaltungsreihen wie „Die Oberpfalz und ihre Zwiefachen“ (Zwiefachentag) und „Oberpfälzer Zoiglkultur erleben“ (Zoigltag) wurden zusammen mit den Trägergruppen Aktionstage mit theoretischen und praktischen Elementen durchgeführt.

## Bezirksheimatpfleger
- Georg Rauchenberger, 1950–1969 (ehrenamtlicher Bezirksheimatpfleger)
- Adolf J. Eichenseer, 1969–1994
- Franz Xaver Scheuerer, 1994–2012[34]
- Johann Wax, 1994–2018 (Stellvertretender Bezirksheimatpfleger)
- Tobias Appl, seit 2012[35]
- Florian Schwemin, seit 2018 (Stellvertretender Bezirksheimatpfleger)[36]

## Schriften (Auswahl)
Wissenschaftliche Publikationen
- Tobias Appl/Johann Wax (Hg.): Tracht im Blick. Die Oberpfalz packt aus (Beiträge zur Geschichte und Kultur der Oberpfalz 1). Regensburg 2016, ISBN 978-3-7917-2794-3.
- Tobias Appl/Manfred Knedlik (Hg.): Oberpfälzer Klosterlandschaft. Die Klöster, Stifte und Kollegien der Oberen Pfalz (Beiträge zur Geschichte und Kultur der Oberpfalz 2). Regensburg 2016, ISBN 978-3-7917-2759-2.
- Tobias Appl/Florian Schwemin (Hg.): Widerständiges in der Volksmusik. Die Liederbuchsammlung Manfred Langer. Mit Beiträgen von Uli Otto, Florian Schwemin und Alfred Wolfsteiner (Mitteilungen aus dem Oberpfälzer Volksmusikarchiv und den Sammlungen der Kultur- und Heimatpflege des Bezirks Oberpfalz 1). Regensburg 2020.
- Tobias Appl/Florian Schwemin (Hg.): 70 Jahre Kultur- und Heimatpflege des Bezirks Oberpfalz. Rückblicke – Einblicke – Ausblicke. Regensburg 2020.
- Tobias Appl/Alfred Wolfsteiner (Hg.): Auf alten Wegen durch die Oberpfalz. Zur Geschichte der Mobilität und Kommunikation in der Mitte Europas (Beiträge zur Geschichte und Kultur der Oberpfalz 3). Regensburg 2022, ISBN 978-3-7917-3279-4.
- Tobias Appl/Florian Schwemin (Hg.): Historische Kleidung und erneuerte Tracht. Die Trachtensammlung der Kultur- und Heimatpflege des Bezirks Oberpfalz. Mit wissenschaftlichen Beiträgen von Melanie Burgemeister und Anna Häckl-König (Mitteilungen aus dem Oberpfälzer Volksmusikarchiv und den Sammlungen der Kultur- und Heimatpflege des Bezirks Oberpfalz 2), Regensburg 2022.
- Tobias Appl/Florian Schwemin (Hg.): Egerländer Musik im Oberpfälzer Volksmusikarchiv. Die Sammlungen Dobner und Bachmann. Mit Beiträgen von Georg Balling und Bernhard Hopfensberger. (Mitteilungen aus dem Oberpfälzer Volksmusikarchiv und den Sammlungen der Kultur- und Heimatpflege des Bezirks Oberpfalz 3), Regensburg 2023. [in Vorbereitung]

Noteneditionen
- Volksmusik aus der Oberpfalz Hefte I-VI, hg. von Adolf Eichenseer
  - Heft I (1970): Aus der Gegend um Nabburg
  - Heft II (1987): Menuette des Franz Xaver Thomas Pokorny (1729–1794)
  - Heft III (1971): Aus der Gegend um Sulzbach-Rosenberg
  - Heft IV (1980): Aus der Gegend um Vohenstrauß (vergriffen!)
  - Heft V (1986): Aus der Gegend um Roding
  - Heft VI (1974): Aus der Gegend um Stiftland
- Volksmusik aus der Oberpfalz, Neue Folge, hg. von Tobias Appl, Eva-Maria Eiberger, Florian Schwemin und Veronika Straubinger
  - Heft 1 (2018): Aus alten Musikantenhandschriften, bearb. von Franz Maier
  - Heft 2 (2019): Ländler aus der Sammlung Kellermann bearb. von Johannes Rösch
  - Heft 3 (2020): Rodinger Harmonie v. Bert Pinkl, bearb. von Johannes Servi
  - Heft 4 (2021): "Zum Geigen und Blasen", bearb. von Michael Roßkopf
  - Heft 5 (2022): Zithermusi aus der Oberpfalz, bearb. von Lothar Winkler
- Einzelne Editionen
  - Singen im Tirschenreuther Land (2011), hg. von Franz Schötz und Hans Wax
  - 4 Walzerpartien aus der Gegend von Regensburg, bearb. von German Rosskopf
  - Zwiefache aus der Oberpfalz, Neuauflage Dreizehn altüberlieferte „Bairische“